# Platyzosteria rufofusca
Platyzosteria rufofusca är en kackerlacksart som beskrevs av Johann Gottlieb Otto Tepper 1893. Platyzosteria rufofusca ingår i släktet Platyzosteria och familjen storkackerlackor. Inga underarter finns listade i Catalogue of Life.